# Margarete von Lothringen (Herzogin von Orléans)

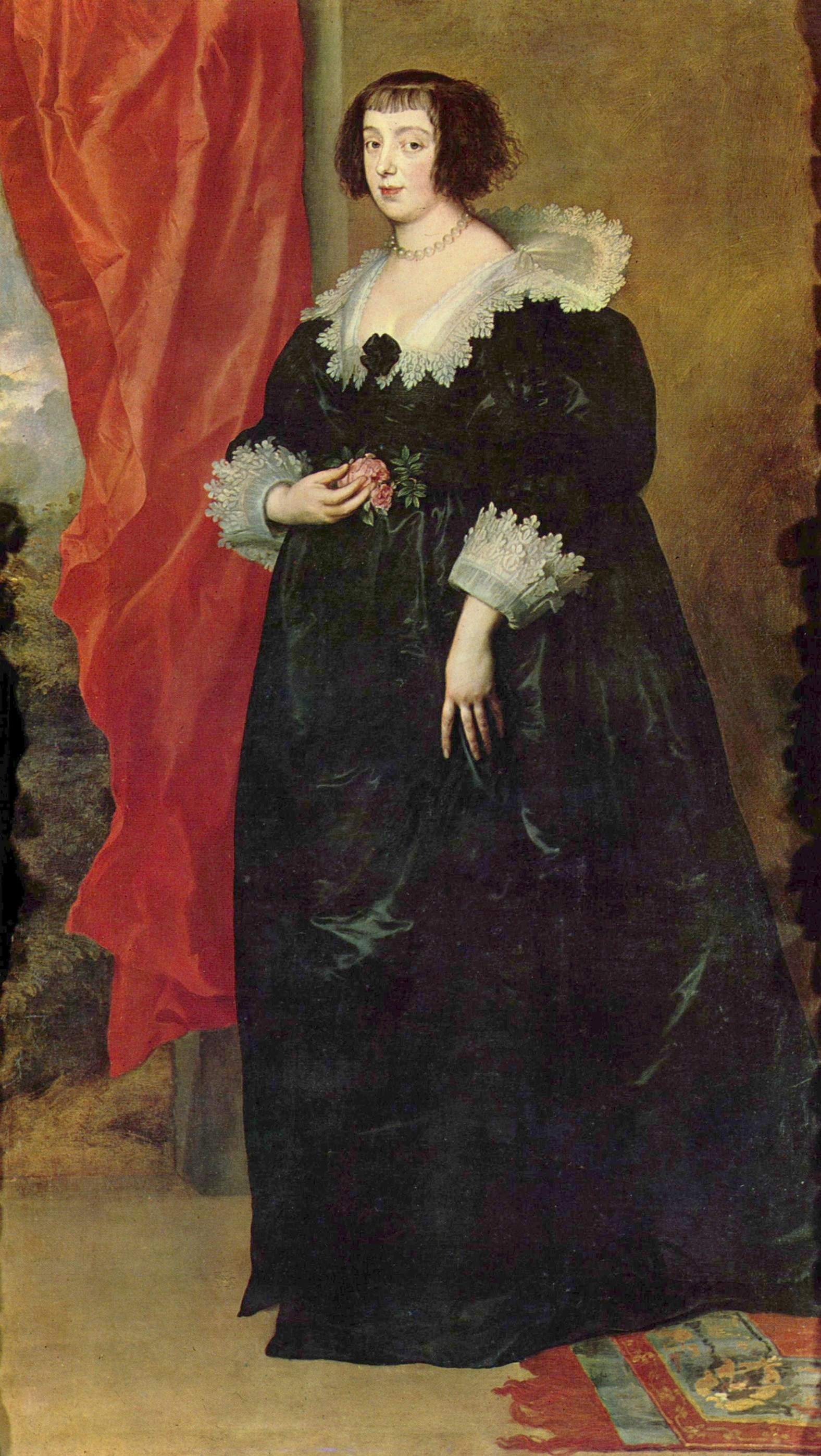
Margarete von Lothringen, Gemälde von Anthonis van Dyck, 1634–35, Uffizien, Florenz

Margarete von Lothringen, französisch Marguerite de Lorraine (* 22. Juli 1615; † 13. April 1672 im Palais du Luxembourg in Paris), war eine Prinzessin von Lothringen und die zweite Ehefrau von Monsieur Gaston de France (1608–1660), dem Bruder von König Ludwig XIII.

## Leben
Als Nichte des Herzogs Heinrich II. von Lothringen wurde sie als Tochter von Franz von Lothringen, Graf von Vaudémont (1572–1632), und Christine von Salm zunächst „Margarete von Lothringen-Vaudémont“ genannt, ab 1625, als ihr Vater Herzog von Lothringen und Bar war, nur noch „Margarete von Lothringen“. Ihre Geschwister waren:
- Herzog Karl IV. (1604–1675),
- Nikolaus Franz (1609–1670), der erst Kardinal und dann Herzog von Lothringen wurde, und
- Henriette (1611–1660), Fürstin von Pfalzburg und Lixheim (die eine erbitterte Gegnerin der französischen Invasoren war).

Margarete wurde bei ihrer Tante Katharina (1573–1648), der Äbtissin von Remiremont, erzogen, zu deren Koadjutrix sie bereits 1625 gewählt wurde. Die Äbtissin von Remiremont hatte den Rang einer souveränen Fürstin und genoss den direkten Schutz des Papstes und des Kaisers.

## Gaston de Bourbon
Mitte 1629 wurde Margarete Gaston de France (* 25. April 1608) vorgestellt, seit 1626 Herzog von Orléans, Pair de France, und der präsumptiven Erbe seines Bruders, des französischen Königs Ludwig XIII., der ohne Nachkommenschaft zu bleiben drohte. Der jüngere Sohn Heinrichs IV. war seit zwei Jahren Witwer von Marie de Bourbon-Montpensier, mit der er die berühmte „Grande Mademoiselle“ hatte. Da er mit der Politik seines Bruders und vor allem mit dessen Minister, Kardinal Richelieu, nicht einverstanden war, hatte er beim Herzog von Lothringen in Nancy Unterschlupf gefunden.
Er verbrachte sechs Monate in Lothringen und kehrte erst am 30. Januar 1630 nach Frankreich zurück, nachdem er von seinem Bruder begnadigt worden war, suchte aber einige Monate später, als er nach der Journée des Dupes (11. November 1630) ins Exil gezwungen wurde, erneut Asyl beim Herzog von Lothringen und hielt, um von diesem akzeptiert zu werden, als französischer Thronfolger um die Hand von Margarete, der Schwester des Herzogs, an.
Mit der Zustimmung seiner Mutter Maria de’ Medici, die sich im Exil in Brüssel befand, heiratete Gaston Margarete – nachdem 1631 ein Ehevertrag aufgesetzt worden war – heimlich im Besuchszimmer des Couvent du Saint-Sacrement in Nancy am 13. Januar 1632. Die Ehe blieb im Verborgenen, bis der Duc de Montmorency kurz vor seiner Hinrichtung am 30. Oktober 1632 das Geheimnis lüftete.
Nach einer erneuten Versöhnung mit seinem Bruder konnte der Herzog von Orléans 1634 erneut nach Frankreich zurückkehren, allerdings ohne Margarete: Der König war gesundheitlich angeschlagen und lebte nicht mit der Königin zusammen, zu der er ein sehr schlechtes Verhältnis hatte; es schien daher wahrscheinlich, dass er keinen Erben haben würde. Wenn man Gaston von Margarete fernhielt, würde er auch keinen Erben haben und die Krone würde an den Fürsten von Condé übergehen, der mit Richelieus Nichte verlobt war.

## Annullierung der Ehe und erneute Heirat
Über die räumliche Trennung hinaus arbeitete der Kardinal daran, Gastons Ehe zu annullieren: am 2. Januar 1634 wurde die Ehe durch den König für nichtig erklärt, da sie ohne seine Zustimmung geschlossen worden war; das Parlement schloss sich dem am 5. September 1634 an, die Generalversammlung des Klerus am 16. Juli 1635. Am 16. August 1635 lenkte Gaston ein und stimmte der Annullierung der Ehe zu. Pierre Fenouillet, der Bischof von Montpellier, wurde nach Rom gesandt, um den Papst, der für die Kirche die alleinige Entscheidungskompetenz in Anspruch nahm, ins Bild zu setzen: der Klerus habe kein Urteil gefällt, lediglich eine Meinung geäußert, dabei allerdings berücksichtigt, dass der König darauf achte, dass nicht durch ungenehmigte Ehen Ausländer Ansprüche auf den Thron erheben könnten. Der Papst sah nun seine Position nicht gefährdet und Richelieu teilte mit, dass eine weitere Heirat Gastons nicht geplant sei. Letztendlich nahm der Papst nie öffentlich zur Meinung der Klerikerversammlung Stellung.
Die Geburt des zukünftigen Königs Ludwig XIV. (5. September 1638) und der Tod des Kardinals Richelieu (4. Dezember 1642) lösten die Situation schließlich auf. Ludwig XIII., der ebenfalls dem Grab nahe war, willigte am 5. Mai 1643 ein, seine Schwägerin zu empfangen. Kurz darauf, am 14. Mai 1643, starb er. Die Ehe wurde am 20. Mai 1643 auf Schloss Meudon erneut geschlossen – und nun, elf Jahre nach ihrer Hochzeit, konnte Margarete als rechtmäßige Ehefrau eines Sohnes von Frankreich am Hof erscheinen, als zweite Dame des Königreichs nach der Königin, und mit dem Titel „Madame de France“.

## Nachkommen
Aus Margeretes Ehe mit Gaston gingen (nach der Anerkennung der Ehe durch die Familie des Bräutigams) vier Töchter und ein Sohn hervor, der jedoch früh starb:
1. Marguerite Louise d’Orléans (* 28. Juli 1645 in Paris; † 17. September 1721 ebenda); ⚭ 19. April 1661 im Louvre per procurationem, 22. Juni 1661 in Florenz persönlich, getrennt Mai 1675, Cosimo III. de’ Medici, 1670 Großherzog von Toskana († 31. Oktober 1723)
2. Elisabeth Marguerite d’Orléans (* 26. Dezember 1646 in Paris; † 17. März 1696 in Versailles), 1648/57 Äbtissin von Rémiremont, 1667 Duchesse d’Alençon, bestattet in Paris Saint-Georges; ⚭ Saint-Germain-en-Laye 15. Mai 1667 Louis Joseph de Lorraine, Duc de Guise, Pair de France († 30. Juli 1671)
3. Françoise Madeleine d’Orléans (* 13. Oktober 1648 in Saint-Germain-en-Laye; † 14. Januar 1664 in Turin), bestattet in der Kathedrale von Turin; ⚭ 4. März 1663 im Palais du Louvre per procurationem, 3. April 1663 persönlich in Annecy Karl Emanuel II., Herzog von Savoyen († 12. Juni 1675)
4. Jean Gaston d’Orléans (* 17. August 1650 in Paris; † 10. August 1652 ebenda), Duc de Valois, bestattet in Saint-Denis
5. Marie Anne d’Orléans (* 9. November 1652 in Paris; † 17. August 1656 in Blois), genannt Mademoiselle de Chartres, bestattet in Saint-Denis

## Letzte Jahre
Als sie verwitwet war (Gaston starb am 2. Februar 1660 in Blois), residierte Margarete von Lothringen im Pariser Palais du Luxembourg. Dort beherbergte und alimentierte sie unter anderem den Fabeldichter Jean de La Fontaine als „Gentilhomme ordinaire“.
Im Jahr darauf wurde ihre älteste Tochter Marguerite-Louise gegen ihren Willen mit dem zukünftigen Großherzog der Toskana, Cosimo III. de’ Medici, verheiratet – kehrte allerdings, nachdem sie ihrem Mann drei Kinder geboren hatte, nach Frankreich zurück.
1663 wurde ihre jüngste Tochter Françoise-Madeleine mit dem Herzog von Savoyen, Karl Emanuel II., verheiratet, starb aber bereits im folgenden Jahr.
Schließlich heiratete Elisabeth-Marguerite d’Orléans 1667, obwohl sie für die Kirche bestimmt war, mit dem Herzog von Guise einen lothringischen und französischen Fürsten, der sie drei Jahre später mit einem kleinen Sohn, dem letzten der Herzöge von Guise, als Witwe zurückließ.
Margarete von Lothringen starb 1672. Sie wurde – ebenso wie Gaston – in der Nekropole der französischen Könige in der Basilika Saint-Denis bestattet.